# Marja Gräset Andersson
Marja Gräset Andersson, egentligen Marja-Liisa Andersson, född Koskinen 6 juli 1942 i Jyväskylä i Finland, är en svensk-finländsk textilkonstnär och tecknare. Hon var gift med Jimmy Andersson.
Andersson utbildade sig vid Konstfackskolan i Stockholm 1965–1969. Hon ställde ut på Hos Petra i Stockholm 1969 och har därefter medverkat i ett flertal utställningar. Hon har främst arbetat med vävar av trasor och garn, vilka sedan broderas med natur- och familjemotiv i en berättande stil med rik kolorit. 
Andersson har utfört större arbeten bland anna för länsstyrelsen i Uppsala län och Skattehuset i Stockholm. Hon är representerad vid Nationalmuseum och Enskilda banken i Stockholm.